# Јелена Палеолог (краљица Кипра)
Јелена Палеолог (Грчки: Ἑλένη Παλαιολογίνα; 3. фебруар 1428 — 11. април 1458) била је византијска принцеза из породице Палеолог, која је постала краљица Кипра и Јерменије, титуларна краљица супруга Јерусалима и кнегиња од Антиохије кроз брак са краљем Кипра и Јерменије Јованом II. Била је мајка кипарске краљице Шарлоте Лузињан.
Сумња се да је отровала свог зета Јована Португалског, и наредила да се љубавници њеног мужа одсече нос. Она је, међутим, дочекала и помогла многим византијским избеглицама на Кипру након пада Константинопоља 1453. године.

## Младост
Јелена је рођена у замку Мистра у деспотовини Мореји на Пелопонезу, 3. фебруара 1428. године, као једино дете деспота Теодора II Палеолога, деспота Мореје, и деспине Клеофе Малатесте. Њен деда по оцу био је византијски цар Манојло II Палеолог, а њени стричеви су били цареви Јован VIII Палеолог и Константин XI Палеолог. Када је имала пет година, умрла јој је мајка. Њен отац се никада није поново оженио јер је био окупиран у рату који се водио против латинских држава у Грчкој за уједињење Мореје.

## Краљица Кипра
Дана 3. фебруара 1442. године, у цркви Свете Софије у Никозији, деспина Јелена се удала за краља Кипра и Јерменије Јована II, титуларног краља Јерусалима и кнеза Антиохије. Био је син кипарског краља Јануса из династије Лузињан и Шарлоте де Бурбон-Ла Марке. Деспина Хелена је била Јованова друга жена, његова прва жена Амадеа од Монферата умрла је у септембру 1440. године. На дан венчања је напунила четрнаест година, а краљ Јован II је имао двадесет седам година. Амадијева хроника бележи долазак на Кипар 2. фебруара 1442. године госпође Хелене Палеолог де ла Мореја и њену каснију удају следећег дана.
Убрзо након склапања њиховог брака, краљица Јелена је наредила да се прелепој љубавници њеног мужа, Маријети де Патрас, одсече нос. Мариета је родила краљу Јовану II сина Џејмса (Јакова) неколико година пре његовог брака са краљицом Јеленом Палеолог. Касније ће краљица Јелена Лизињан и Џејмс постати огорчени непријатељи, обоје су тежили да стекну утицај на краља Јована II. Краљица Јелена Палеолог Лизињан је негодовала што је њен муж именовао Јакова за архиепископа Никозије када је имао шеснаест година. Када је дечак убио Јакопа Урија, краљевског коморника 1. априла 1457. године, он је смењен са функције и побегао је са острва, али га је краљ Јован II помиловао и враћен је на положај архиепископа.
Краљица Хелена је у великој мери била заслужна за оживљавање грчког утицаја на Кипру због бројних чланова византијског двора који су стигли за њом и добили положаје на двору Лизињана. То је довело до обнове веза са Византијским царством. Након пада Цариграда у турске руке 1453. године, она је дочекала и пружила помоћ многим византијским избеглицама које су побегле на Кипар. Описана је као "јача карактером од свог мужа". Она је преузела контролу над краљевством, а њена политика у корист православне вере и грчке културе разбеснела је Франке који су на њу гледали као на опасног непријатеља; међутим она је постала превише моћна да би је напали. Папа Пије II ју је такође осудио због подршке православној цркви, а њена задужбина од 15.000 дуката годишње манастиру Светог Ђорђа Манганског такође је изазвала много критика јер се сматрало да је то била „екстравагантна великодушност у сиромашним временима“. Кипарски Грци су, с друге стране, увек поштовали краљицу Јелену као велику хероину због њеног смелог, одлучног карактера у бризи за њихове интересе.
Године 1457. сумња се да је отровала свог зета, принца Јована Португалског, који је дао подршку католичкој странци, чиме је изазвао њен гнев и непријатељство; такође је желела да се њена ћерка уда за грофа Луја Савојског. Овај други брак краљица Јелена је уговорила за своју ћерку принцезу Шарлот; међутим, брак између принцезе Шарлоте Лизињан и грофа Луја Савоје се реализовао 1459. године, када су краљица Јелена и краљ Јован II  били мртви, а принцеза Шарлота је тада наследила свог оца на трону Кипра.

## Смрт
Краљица Јелена је умрла 11. априла 1458 године, у тврђави у Никозији где су се она и краљ Јован II утврдили током побуне његовог ванбрачног сина Џејмса. Сахрањена је у Краљевском манастиру Светог Доминика. Краљ Јован II је умро исте године, а наследила га је његово једино преживело законито дете, принцеза Шарлота Лизињан.

## Породица
Краљ Јован II Лизињан и краљица Јелена Палеолог су имали две ћерке:
- Краљица Шарлота од Кипра (28. јун 1444. – 16. јул 1487.), удала се у мају 1456. године за инфанта Јована Португалског; други пут, 4. октобра 1459. године, за Луја Савојског, гроф од Женеве, имали су неименованог сина који је умро месец дана након рођења. Краљица Шарлота Лизињан је наследила Кипарски престо 1458. године.
- Клеофа де Лузињан (умрла 8. јуна 1448. године).